# Sennàquerib

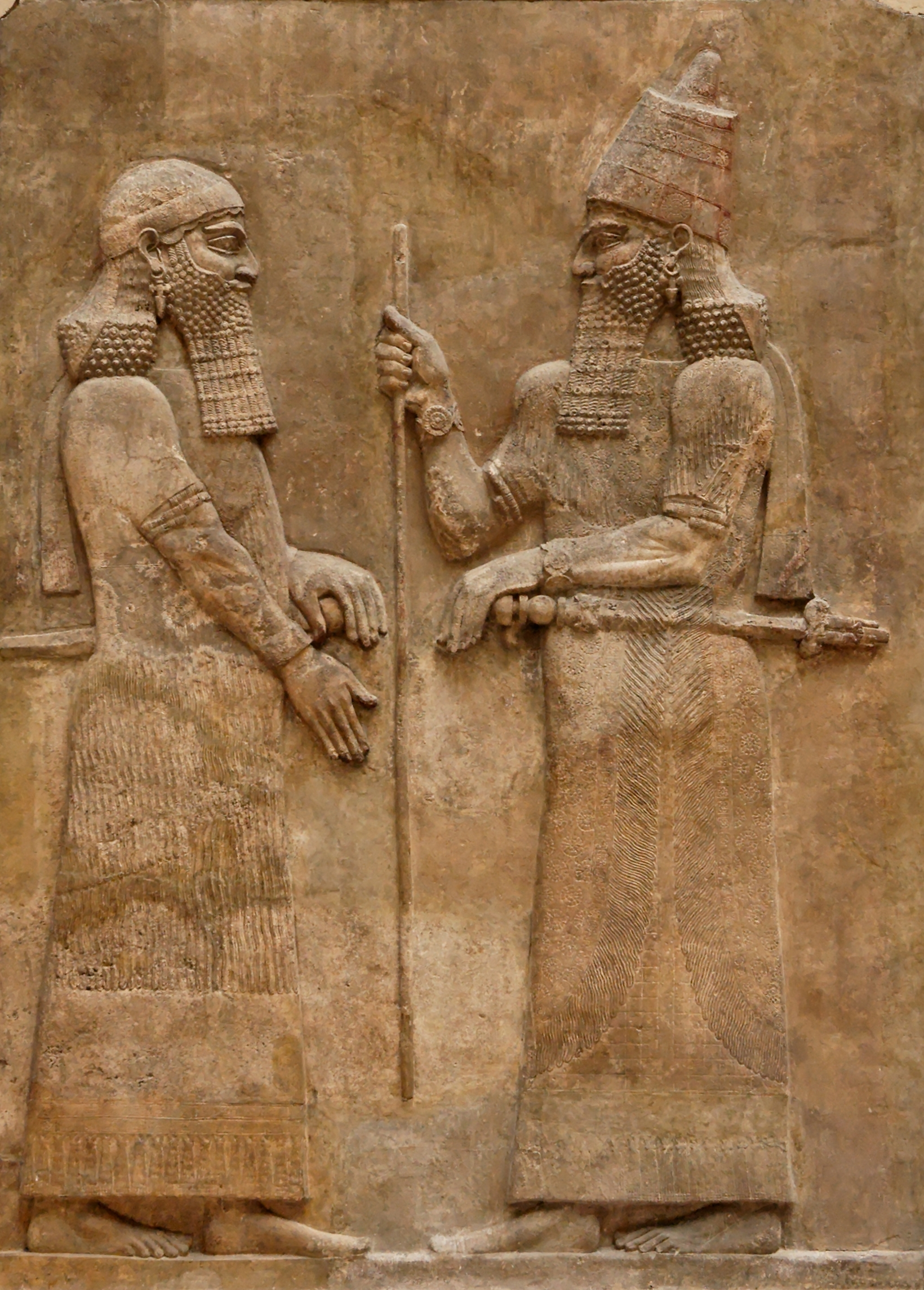
Sargon II amb el seu fill el príncep Sennàquerib (a l'esquerra) (Museu del Louvre).

Sennàquerib (? - ?, 20 de Tevet de 681 aC) (en neoassiri cuneiforme,      ) fou un rei d'Assíria (705 aC-681 aC) i també rei de Babilònia (705 aC-703 aC) i (689 aC-681 aC), que apareix a la Bíblia. Enfeinat en guerres durant la major part del seu regnat contra Elam, Urartu, Mèdia, Babilònia, Egipte i Judà, també feu embellir diverses ciutats i construir multitud d'edificis. Poc després de la seva ascensió al tron, va derrotar Mardukapaliddin II o Merodac-Baladan II de Babilònia a la plana de Kix (703 aC), va assaltar la ciutat de Babilònia, va sotmetre les tribus aramees del territori i va posar en el tron Belibni, un babiloni pro-assiri. Més tard va traslladar la capital assíria des de Dur Sharrukin (actual Khorsābād) a Nínive.

### Darreres campanyes

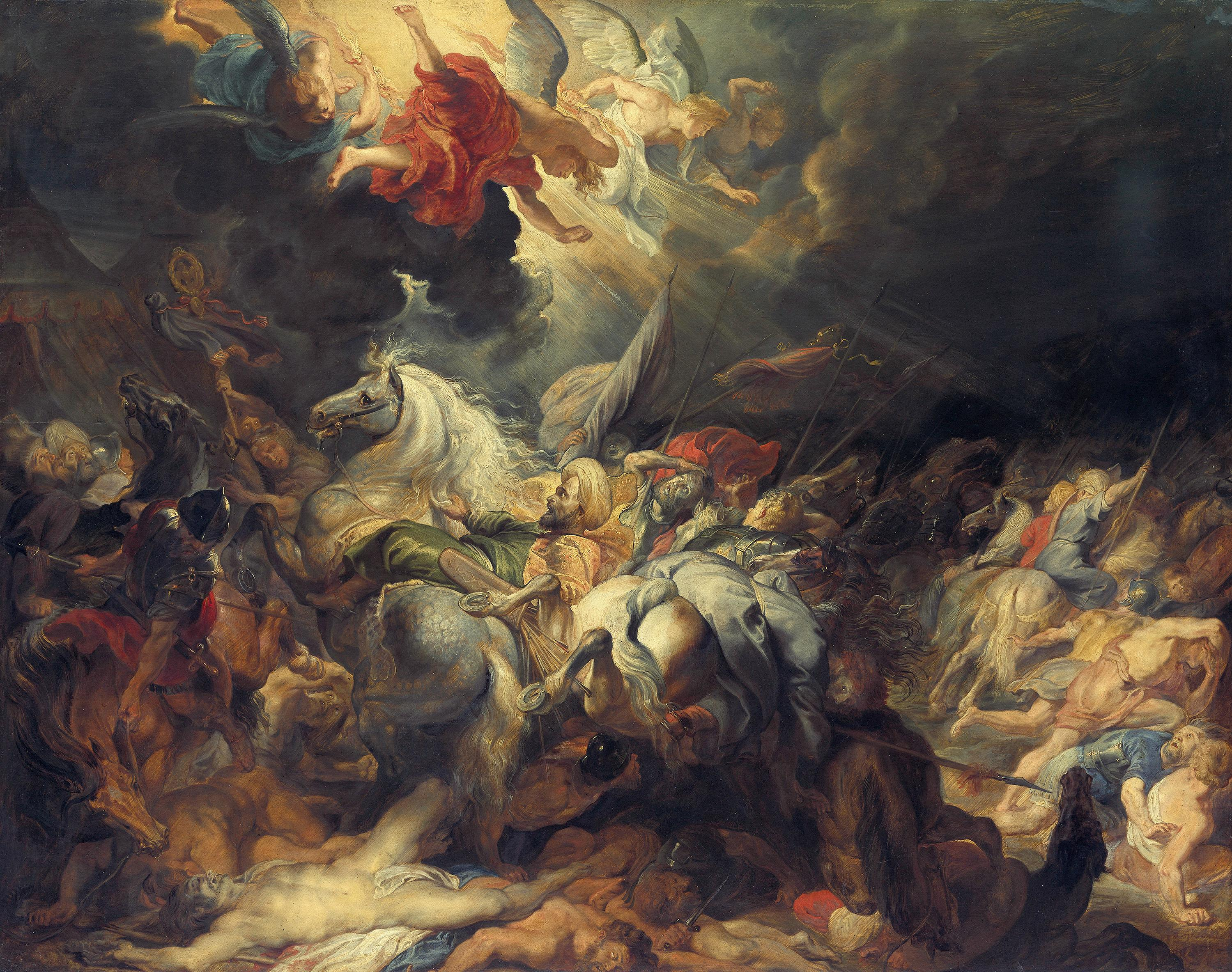
La caiguda de Sennàquerib, obra de Rubens